# Ibn Jubayr
Abū l-Ḥusayn Muḥammad b. Aḥmad Ibn Jubayr al-Kinānī (în arabă ابن جبير; n. 1 septembrie 1145, Valencia, Comunitatea Valenciană, Spania – d. 29 noiembrie 1217, Alexandria, Egipt), scris și Ibn Jubair, Ibn Jobair și Ibn Djubayr, a fost un geograf, călător și poet arab din al-Andalus (Spania maură).

## Biografie
Tatăl lui Ibn Jubayr era secretar al cancelariei (kātib) și vizir (wazīr) în Valencia în momentul căderii guvernului almoravid în 1145, înainte de a se retrage la Játiva. Acolo, Ibn Jubayr a primit o educație în disciplinele religioase tradiționale și în belles-lettres (adab) și se remarcă devreme pentru talentul său poetic .Acest lucru i-a permis să înceapă o carieră promițătoare în cancelaria almohadă, mai întâi lucrând ca secretar al guvernatorului almohad din Ceuta,Abū Sa'īd 'Uthmān, apoi servind diverși guvernatori din Granada.
Scrisul său este o bază a genului de lucru numit Riḥla sau „jurnalul de călătorie creativ”, un amestec de narațiune personală, descriere a zonelor parcurse și anecdote personale.

## Călătoriile lui Ibn Jubayr
În cronica sau jurnalul său de călătorie a descris pelerinajul pe care l-a făcut la Mecca între 1183 și 1185, în anii premergători celei de-a Treia Cruciade, dar și în teritoriile celebrului Saladin, Egipt și Levant, prin care a trecut în drum spre orașul sfânt menționat. Mai departe, în cîlîtoria lui de întoarcere, a trecut prin Sicilia creștină, care fusese recucerită de la musulmani cu doar un secol înainte, și a făcut câteva observații asupra culturii hibride poliglote care înflorise acolo.

### Călătoria de la Ceuta spre Alexandria
Ibn Jubayr a părăsit Granada și a trecut peste Strâmtoarea Gibraltar spre Ceuta, pe atunci sub stăpânire musulmană, s-a urcat pe o navă genoveză la 24 februarie 1183 și a pornit spre Alexandria. Călătoria sa pe mare l-a dus pe lângă Insulele Baleare și apoi spre coasta de vest a Sardiniei. Între Sardinia și Sicilia, nava a fost lovită de o furtună puternică, el spunând despre italienii și musulmanii de la bord care au avut experiență cu marea că „toți au fost de acord că nu au văzut niciodată în viața lor o asemenea furtună”. După furtună, nava a trecut pe lângă Sicilia și Creta, s-a întors spre sud și a traversat spre coasta Africii de Nord. A ajuns în Alexandria pe 26 martie.

### Călătoria în Egipt
Oriunde a hălăduit Ibn Jubayr în Egipt, a fost plin de laude și omagii deșănțate pentru noul și primul sultan Ayyubid al Egiptului și al Siriei, musulmanul sunnit de origine kurdă Saladin. Jubayr a subliniat că atunci când Nilul nu a inundat suficient, Saladin a remis impozitul pe teren de la fermieri. El a mai punctat că „aceasta este dreptatea lui (a lui Salahuddin/Saladin) și siguranța pe care a adus-o pe drumurile sale mari, încât oamenii din ținuturile sale să își poată desfășura treburile noaptea și din întunericul lui să nu prindă nicio temere care să-i descurajeze”. În Cairo, Ibn Jubayr a remarcat colegiile și căminele care au fost ridicate pentru studenți și oameni evlavioși din alte țări de către același mult-prea-tămâiat Saladin, în acele colegii, studenții găsindu-și cazare și tutori pentru a le preda științele dorite, precum și „alocații pentru a-și acoperi nevoile”. 

### Primul pelerinaj
În 578/1182–3, a făcut o primă călătorie în Orient, în timpul căreia a realizat pelerinajul la Mecca. El a fost însoțit de un prieten, Abū Ja'far Aḥmad b.al-Ḥasan b.Aḥmad al-Qudā'ī, un fizician din Onda. A navigat pe o corabie genoveză, către Tarifa, Ceuta, Sardinia, Sicilia, Creta, și Alexandria. Din Egipt, a urmat traseul obișnuit al pelerinilor pe Nil, Qūṣ și Jidda, și mai departe spre Mecca. După ce a făcut pelerinajul în 1184, el s-a alăturat caravanei pelerinilor irakieni și a vizitat Bagdad, Mosul, Alep, Damasc, Acre și Tire înainte de a se îmbarca pentru al-Andalus. După o ședere în Sicilia normandă, el și-a completat călătoria în 1185. Nu se știe exact de ce Ibn Jubayr a întreprins această călătorie. El spune că a fost mânat de dorința de a împlini datoria pelerinajului. O tradiție ulterioară, transmisă numai de al -Maqqarī (Nafḥ,2:385–6), relatează că a fost forțat de Abū  Sa'īd 'Uthmān, guvernatorul Granadei, să bea șapte căni de vin. Pentru a-și ispăși păcatul, el a abandonat slujba guvernatorului, transformând astfel călătoria în începutul unei noi etape din viața lui, dedicată slujirii lui Dumnezeu. În orice caz, această călătorie a fost și o călătorie în căutarea științei (riḥla  fī ṭalab al-'ilm). Cu toate acestea, descrierea sa exactă a situației statelor cruciate din Siria și Sicilia normandă, condițiile musulmanilor care locuiau acolo, precum și operațiunile militare dintre creștini și musulmani sugerează motivații de natură mai politică. Scopul acestei prime călătorii ar fi putut fi de a aduna informații de primă mână despre statul Orientului Mijlociu în urma înfrângerii califatului Fāṭimid de către Ṣalāḥ al-Dīn (Saladin) în 567/1171. Întors la Granada, și-a dedicat viața învățăturii tradiției profetice(ḥadīh) și ṣūfismului (taṣawwuf). Poeziile pe care le-a compus despre faimosul filosof  Ibn Rushd (Averroës, d. 594/1198), sugerează însă că, departe de a fi ținut de la putere, era aproape de anturajul califului Abū Yūsuf  Ya'qūb al-Manṣūr (r. 580–95/1184–99) și a fost implicat în luptele doctrinare care au agitat califatul almohad.

### Al doilea pelerinaj
În 585–7/1189–91, a făcut un al doilea pelerinaj pentru a-i mulțumi lui Dumnezeu pentru că a permis cucerirea Ierusalimului (583/1187) de către Saladin. La întoarcere, și-a continuat studiile în Málaga, Ceuta și Fez și a servit ca judecător (ḥakam) în Granada și Ceuta. În 602/1205–6, în urma morții soției sale, 'Ᾱtika Umm al-Majd, fiica vizirului Abū Ja'far Aḥmad b. 'Abd al-Raḥmān al-Waqqashī, și-a început al treilea pelerinaj. După o lungă ședere la Mecca, s-a stabilit la Alexandria, unde a predat ḥadīth-ul până la moarte.

## Riḥla - Jurnalul de călătorie
Ibn Jubayr este  cunoscut mai ales pentru că a scris o lucrare care a fost considerată capodoperă, citată mai târziu de către autori, a unui nou gen literar, jurnalul de călătorie(riḥla). Inițiată de marele jurist Abū Bakr b. al-'Arabī(d. 542/1147-8), riḥla a fost concepută ca un răspuns la tumultul politic (fitna) care atunci a  sfâșiat  comunitatea musulmană (umma), în urma prăbușirii ordinului califal și apariția de noi puteri, berberii din Vest și turcii din Est.  Înrădăcinată în renașterea Islamului propusă de al-Ghazālī(d. 505/1111), articuland știința ('ilm) și acțiunea ('amal), cu dimensiuni individuale,colective,politice și mistice, a avut ca scop restabilirea comunității umma prin înrădăcinarea căutării acestei unități pierdute în căutarea „centrului lumii”. Centrul, ascuns mai degrabă decât pierdut, a fost cartierul general al califatului, centrul universului, care deține ordinea mondială.
Activitatea lui Ibn Jubayr și-a propus să înființeze califatul almohad ca fundament al acestui demers de restaurare politică și religioasă, abonându-se pe deplin la visul imperiului universal condus de al treilea suveran al dinastiei Mu'minid, al-Manṣūr (580-95/1184-99). Abandonând centrismul maghrebian inițial al mișcării, această aventură a fost mai întâi ancorată într-o reorientare a spațiului islamic în jurul a doi poli, Mecca și Damasc. În timp ce natura obligatorie a ḥajjului a fost subiect de controverse în Occidentul islamic, jurnalul de călătorie al lui Ibn Jubayr își propune să reafirme caracterul obligatoriu al acestei îndatoriri religioase și să atragă pelerini cu evocări vibrante ale ceremoniilor de la Mecca. De la Mecca, descrierea axei de pelerinaj se extinde la Damasc, care a devenit din nou centrul politic al islamului. Damascul, prima capitală a dinastiei Umayyade(r. 41-132/661–750), a cărei moștenire a fost revendicată de almohazi, a devenit noul "Centru al Lumii", în detrimentul Bagdadului, capitala abbasidă marginalizată a unei "lumi vechi". Adresând un elogiu vibrant gloriei almohazilor și raportând credințele mesianice ale egiptenilor în cucerirea almohadă a Orientului, Ibn Jubayr dezvăluie intenția califilor de la Marrakech de a-și extinde dominația pe meleagurile centrale ale Islamului aflate încă în sfera de influență 'abbāsidă — excluzând ținuturile de la est de Eufrat — și de a reorienta Islamul spre Marea Mediterană și orașele sfinte ale Arabiei. În acest spațiu imperial reconfigurat, cuceririle lui Saladin, o figură ale cărei virtuți sunt întotdeauna exaltate în narațiune, nu constituie un obstacol în calea acestui vast proiect. Dimpotrivă, conform propagandei almohade contemporane, aceste succese, atribuite supunerii lui Saladin califatului almohad, pregăteau și anunțau extinderea califilor muminizi în Est, începând cu Egiptul. Acest plan de cucerire avea să reușească prin controlul sferei maritime. Ibn Jubayr a lăsat una dintre cele mai exacte relatări ale Mării Mediterane și ale coastelor sale, incluzând nu numai condițiile care afectează călătoriile pe mare, ci și situația geopolitică.În plus, Marea Mediterană, care s-a extins până la Marea Roșie și locurile sfinte ale Islamului, apare ca spațiu de legătură între componentele lumii islamice și, prin urmare, principalul sprijin al reunificării ummei. Flota almohadă, cea mai puternică din lumea islamică, a fost concepută ca instrument al lui Dumnezeu împotriva dușmanului creștin, iar marea, scena triumfală a almohazilor. Dominația sa a fost, prin urmare, de a deschide sfârșitul timpului, chiar reînviind visul cuceririi Constantinopolului. Dar Ibn Jubayr nu a produs doar un discurs propagandistic,ci el a planificat un adevărat proiect de jihād. În descrierea sa despre Sicilia, el subliniază adesea fragilitatea dominației normanzilor și exploatarea maselor musulmane, sugerând că musulmanii ar fi gata, în cazul unui eșec al autorităților, să se ridice într-un război popular de eliberare. Insula apare, prin urmare, ca prim obiectiv al unui itinerar care, trecând prin Egipt, s-ar termina la Damasc, în contrast cu itinerarul pe care umayyazii l-au urmat în direcția opusă.
Activitatea lui Ibn Jubayr și-a propus să înființeze califatul almohad ca fundament al acestui demers de restaurare politică și religioasă, abonându-se pe deplin la visul imperiului universal condus de al treilea suveran al dinastiei Mu'minid, al-Manṣūr (r. 580-95/1184-99). Abandonând centrismul maghrebian inițial al mișcării, această aventură a fost mai întâi ancorată într-o reorientare a spațiului islamic în jurul a doi poli, Mecca și Damasc. În timp ce natura obligatorie a ḥajjului a fost subiect de controverse în Occidentul islamic,jurnalul de călătorie al lui Ibn Jubayr își propune să reafirme caracterul obligatoriu al acestei îndatoriri religioase și să atragă pelerini cu evocări vibrante ale ceremoniilor de la Mecca. De la Mecca, descrierea axei de pelerinaj se extinde la Damasc, care a devenit din nou centrul politic al islamului. Damascul, prima capitală a dinastiei Umayyade(r. 41-132/661–750), a cărei moștenire a fost revendicată de almohazi, a devenit noul "Centru al Lumii", în detrimentul Bagdadului, capitala abbasidă marginalizată a unei "lumi vechi". Adresându-se unui elogiu vibrant gloriei almohazilor și raportând credințele mesianice ale egiptenilor în cucerirea almohadă a Orientului, Ibn Jubayr dezvăluie intenția califilor de la Marrakech de a-și extinde dominația pe meleagurile centrale ale Islamului aflate încă în sfera de influență abbāsidă — excluzând ținuturile de la est de Eufrat — și de a reorienta Islamul spre Marea Mediterană și orașele sfinte ale Arabiei. În acest spațiu imperial reconfigurat, cuceririle lui Saladin, o figură ale cărei virtuți sunt întotdeauna exaltate în narațiune, nu constituie un obstacol în calea acestui vast proiect. Dimpotrivă, conform propagandei almohade contemporane, aceste succese, atribuite supunerii lui Saladin califatului almohad, pregăteau și anunțau extinderea califilor muminizi în Est, începând cu Egiptul. Acest plan de cucerire avea să reușească prin controlul sferei maritime. Ibn Jubayr a lăsat una dintre cele mai exacte relatări ale Mării Mediterane și ale coastelor sale, incluzând nu numai condițiile care afectează călătoriile pe mare, ci și situația geopolitică. În plus, Marea Mediterană, care s-a extins până la Marea Roșie și locurile sfinte ale Islamului, apare ca spațiu de legătură între componentele lumii islamice și, prin urmare, principalul sprijin al reunificării ummei. Flota Almohadă, cea mai puternică din lumea islamică, a fost concepută ca instrument al lui Dumnezeu împotriva dușmanului creștin, iar marea, scena triumfală a almohazilor. Dominația sa a fost, prin urmare, de a deschide sfârșitul timpului, chiar reînviind visul cuceririi Constantinopolului. Dar Ibn Jubayr nu a produs doar un discurs propagandistic,ci el a planificat un adevărat proiect de jihad. În descrierea sa despre Sicilia, el subliniază adesea fragilitatea dominației normanzilor și exploatarea maselor musulmane, sugerând că musulmanii ar fi gata, în cazul unui eșec al autorităților, să se ridice într-un război popular de eliberare. Insula apare, prin urmare, ca prim obiectiv al unui itinerar care, trecând prin Egipt, s-ar termina la Damasc, în contrast cu itinerarul pe care umayyazii l-au urmat în direcția opusă.